# Казымлы, Хангусейн Гусейнага оглы
Хангусейн Гусейнага оглы Казымлы (азерб. Xanhüseyn Hüseynağa oğlu Kazımlı; 1 октября 1942, Агамамедли, Имишлинский район — 24 июля 2025) — азербайджанский политический и государственный деятель, экономист.
Депутат Национального Собрания Азербайджана I[уточнить], II, III, IV, V созывов (с 30 мая 1999 года).

## Биография
Хангусейн Казымлы родился 1 октября 1942 года в селе Агамамедли Имишлинского района. Получил высшее образование в Азербайджанском государственном экономическом университете.
Был женат, имел пятерых детей.
Долгое время страдавший от болезни Паркинсона Ханхусейн Казымлы скончался 24 июля 2025 года. Он был похоронен на Ясамальском кладбище.

### Депутат Национального Собрания
Хангусейн Казымлы 30 мая 1999 года был избран депутатом Национального Собрания Азербайджана.
5 ноября 2000 года Хангусейн Казымлы вновь был переизбран депутатом Национального Собрания Азербайджана и стал членом межпарламентской группы Азербайджан — Саудовская Аравия (2000—2005). Он также был председателем межпарламентской группы Азербайджан — Венгрия (2000—2005).
Хангусейн Казымлы 6 ноября 2005 года был переизбран депутатом Национального Собрания Азербайджана в третий раз и стал членом межпарламентской группы Азербайджан — Саудовская Аравия и Азербайджан — Китай (2005—2010). Он также вновь был председателем межпарламентской группы Азербайджан — Венгрия (2005—2010).
7 ноября 2010 года Хангусейн Казымлы снова был переизбран депутатом Национального Собрания Азербайджана и стал председателем межпарламентской группы Азербайджан — Венгрия (2011—2015).
Хангусейн Казымлы 1 ноября 2015 года был переизбран депутатом Национального Собрания Азербайджана в пятой раз и стал председателем межпарламентской группы Азербайджан — Венгрия (2016—).

## Награды
- Орден «Слава» — 12 июня 2002 года.
- Заслуженный учитель Азербайджана — 3 октября 2017 года.[8]
- Медаль «Ветеранская солидарность» — 2015 год[9]